# Municipio de Lake Hendricks
El municipio de Lake Hendricks (en inglés: Lake Hendricks Township) es un municipio ubicado en el condado de Brookings en el estado estadounidense de Dakota del Sur. En el año 2010 tenía una población de 189 habitantes y una densidad poblacional de 2,23 personas por km².

## Geografía
El municipio de Lake Hendricks se encuentra ubicado en las coordenadas 44°28′23″N 96°29′17″O / 44.47306, -96.48806. Según la Oficina del Censo de los Estados Unidos, el municipio tiene una superficie total de 84.84 km², de la cual 79,69 km² corresponden a tierra firme y (6,08 %) 5,15 km² es agua.

## Demografía
Según el censo de 2010, había 189 personas residiendo en el municipio de Lake Hendricks. La densidad de población era de 2,23 hab./km². De los 189 habitantes, el municipio de Lake Hendricks estaba compuesto por el 100 % blancos. Del total de la población el 0 % eran hispanos o latinos de cualquier raza.